# Cartas eruditas y curiosas
Las Cartas eruditas y curiosas es una famosa obra del monje benedictino y polígrafo español Benito Jerónimo Feijoo, publicada en cinco volúmenes entre 1742 y 1760.
En ella el sabio benedictino, mediante 163 cartas y con afán continuadora respecto de su obra principal, el Teatro crítico universal, analiza gran cantidad de ciencias: Física, Matemáticas, Historia Natural, Medicina, Astronomía, Geografía, Filosofía, Economía, Derecho Político, Literatura, Filología, así como de creencias populares (supersticiones, milagros), personajes históricos coetáneos...
Siempre mantiene tono desmitificador de las creencias más irracionales: milagrería, «opiniones vulgares». También se muestra favorable al método experimental, las ciencias naturales, la reforma de los estudios, y manifiesta espíritu abierto a las innovaciones. Su estilo es llano, ajeno a la ornamentación y a la artificiosidad del barroco, y con adición consciente de galicismos.

## Temática
La temática tratada en cada volumen es la siguiente:
- Primer volumen (año 1742; 45 cartas). Los temas son muy variados: de la Física a la Medicina, Música, supersticiones, curación de lamparones, milagros, virtudes del chocolate y del tabaco, etcétera.

- Segundo volumen (año 1745; 29 cartas). Consta de reformas contra abusos, otros mundos, el judío errante, teología moral, falsos milagros...

- Tercer volumen (año 1750; 32 cartas). Analiza temas tan diversos como el exterminio de ladrones, el sistema de Copérnico, los adagios, los juegos de naipes y los exorcismos.

- Cuarto volumen (año 1753; 26 cartas). Estudia el sistema de Newton, la causa de Ana Bolena y la Francmasonería, entre otros asuntos.

- Quinto volumen (año 1760; 2 discursos y 30 cartas). Toca temas tan dispares como la devoción mariana, los sermones, Medicina entre chinos, terremotos, religiones precolombinas y la conveniencia de aprender lenguas modernas, en particular la francesa, en perjuicio de las denominadas lenguas clásicas.

En conclusión supone un magno esfuerzo enciclopédico de divulgación de las novedades de su época y de lucha contra errores y supersticiones, dentro de una completa conformidad con el dogma católico, todo ello con un espíritu analítico y racionalista, solo comparable con el Spectator de Joseph Addison.

## Ediciones
- Cartas eruditas, selección, introducción, prólogo y notas por Agustín Millares Carlo, Madrid: Espasa Calpe (Clásicos Castellanos, 85), 1958.
- Cartas eruditas y curiosas, edición de Francisco Uzcanga Meinecke, Barcelona: Crítica, (Clásicos y modernos, 28), 2009. ISBN 978-84-7423-918-8.
- Cartas eruditas y curiosas, edición crítica de Inmaculada Urzainqui y Eduardo San José, Oviedo: Instituto Feijoo de Estudios del siglo XVIII: KRK, 2014. ISBN 978-84-89521-18-6.